# ウラモトユウコ
ウラモト ユウコ（1981年 - ）は、日本の漫画家。福岡県出身。女性。

## 来歴
高校生のころより漫画投稿を始める。2011年、「I know.」でアオハル漫画賞大賞（集英社）を受賞し、漫画家デビュー。
WEBマンガサイトEDEN（マッグガーデン）で連載していた『椿荘101号室』で初単行本が出る。同作は2018年にマンガアプリ『マンガドア』で配信される。
2021年7月に俳句同人誌『傍点』が発売され、ウラモトの自作の俳句と漫画も掲載されている。ウラモトは「裏」という「一文字俳号」を持っているのだという。

## 作品リスト
- 彼女のカーブ（2012年、『マンガ・エロティクス・エフ』連載、太田出版、F COMICS、全1巻）
- 椿荘101号室（2013年、『マッグガーデン』、マッグガーデンコミックス、全3巻）
- かばんとりどり（2014年、『月刊コミックゼノン』連載、ゼノンコミックス、全1巻)
- ハナヨメ未満（2015年、『Kiss』連載、講談社、全3巻）
- fit!!!（2017年、『やわらかスピリッツ』連載、小学館、全1巻）
- 宝ちゃん、あーん!（2018年 、『イブニング』、講談社）
- 天沢さんを推してます。（2021年 - 2022年、『週刊漫画ゴラク』2021年4月16日号[4] - 2022年10月21日号、全1巻[5]） - シリーズ連載[4]
- くらやみガールズトーク（原作：朱野帰子、『カドコミ』アプリ内「CandleA」レーベル 2024年10月11日[6] - 、既刊2巻）